# لنغرود
لنغرود (بالفارسية: لنگرود) هي مدينة تقع في إيران في غيلان. يقدر عدد سكانها بـ 65,369 نسمة .

## أعلام
- مهدي هاشمي قرمزي